# リズム&ドラム・マガジン
『リズム&ドラム・マガジン』（リズム・アンド・ドラム・マガジン）は、株式会社リットーミュージック（Rittor Music,Inc.）が刊行する、打楽器全般を対象とする月刊誌である。『ドラムマガジン』とも略される。創刊は1982年。初期は季刊誌であったが、1990年より隔月刊行誌化、そして1994年10月より月刊誌化された。2020年5月号をもって月刊発行を止め、同年7月号から季刊誌に戻っている。

## 概要
リットーミュージックが手がける楽器別音楽専門誌の1つである。打楽器全般を対象としているが、連載記事を中心にほとんどはドラムを対象としており、パーカッションや和太鼓などは単発でまれに取り上げるのみであるため、実質的にはドラム専門誌と言える。
リットーミュージックは、1980年代初期に楽器別に購読者を細分化した雑誌展開を進めており（キーボード・マガジンに詳述）、本誌もこの時期に創刊されている。月刊誌が他社からも発刊されているギターやピアノなどとは異なり、ドラム専門誌は日本においては本誌のみであり、日本における事実上の業界標準誌と位置づけられている。

## 定期記事
特集
著名なドラマーへのインタビュー記事、ドラムセットを構成する楽器1種（シンバル、スティックなど）を取り上げてのメーカー比較、ドラム技術（ダブルストロークなど）の練習技法などを、特集として組んでいる。
Vintage Drum Review
往年の楽器を取り上げ、その魅力を語る連載記事である。
DM Skill up Scores
ドラム上達のための今月の課題曲と称して、著名な曲を取り上げ、その曲のドラム譜とともに演奏上のポイントを解説する記事である。セッティング（タムの点数や配置など）についても、公式サイトや当時の演奏写真による推測などを掲載している。
基礎徹底トレーニング・セミナー、全ドラマー対応新型ゼミナール
ドラムを上達させるためのセミナー型記事である。ドラム技術の向上だけでなく、音楽への取り組み方、精神面などにも触れている。
Q&Aコーナー「ドラマー駆け込み寺」
読者投稿による質問に答えるという内容となっている。
連載コラム
著名ドラマーによるコラム記事を連載している。2009年現在はビリー・マーチン、茂木欣一、芳垣安洋が担当。過去には村上“ポンタ”秀一、神保彰なども担当コラムを持っていた。
ドラマー立志風雲録
多数のドラマーを来歴やプレイスタイルなどの切り口で紹介する連載記事である。本コーナーの過去掲載記事を集めたものは書籍化されている。
最新情報
新製品（エレドラなども含む）の紹介、Disc Guide（但し、ドラムとしての切り口での紹介）など。

## バックナンバー
バックナンバーは、過去2年半以内であれば書店を通じて入手可能である。それより以前の号については絶版となっている。なお、一部の号については、2年半経過する前に絶版となっている。例えば、200号記念である2007年7月号や、YOSHIKIが表紙を飾る2008年6月号などは1年以内に絶版。樋口宗孝が表紙を飾る2007年3月号は、2009年3月号で追悼特集が組まれた時期に絶版となっている。

### 1983年 - 2003年
- 1983年: 1 - 4 号 (季刊)
- 1984年: 5 - 8 号 (季刊)
- 1985年: 9 - 12 号 (季刊)
- 1986年: 13 - 16 号 (季刊)
- 1987年: 17 - 20 号 (季刊)
- 1988年: 21 - 24 号 (季刊)
- 1989年: 25 - 28 号 (季刊)
- 1990年: 29 - 30 号 (季刊)、 31 - 34 (隔月刊)
- 1991年: 35 - 40 号 (隔月刊)
- 1992年: 41 - 46 号 (隔月刊)
- 1993年: 47 - 52 号 (隔月刊)
- 1994年: 53 - 56 号 (隔月刊)、57 - 59 (以降月刊)
- 1995年: 60 - 61 号
- 1996年: 62 - 73 号
- 1997年: 74 - 85 号
- 1998年: 86 - 97 号
- 1999年: 98 - 109 号
- 2000年: 110 - 121 号
- 2001年: 122 - 133 号
- 2002年: 134 - 144 号
- 2003年: 146 - 157 号

### 2004年以降
| 号 （通巻） | 号 （年月） | 表紙 | 備考 |
| ----------- | ----------- | --- | --- |
| 158         | 2004年1月号 | 村上“ポンタ”秀一 | 村上“ポンタ”秀一、音楽生活30周年記念特集                                                                      |
| 159         | 2月号       | ラーズ・ウルリッヒ | プロが隠れてやっているオリジナルエクササイズ                                                                  |
| 160         | 3月号       | YAMAHA GROOVE NIGHT 5 | YAMAHA GROOVE NIGHT 5特集                                                                                     |
| 161         | 4月号       | オマー・ハキム 村石雅行 | |
| 162         | 5月号       | 宮上元克 | |
| 163         | 6月号       | 外山明 | |
| 164         | 7月号       | ヴィニー・カリウタ | |
| 165         | 8月号       | ジョーイ・ジョーディソン - スリップノットのDr.                                                                                    | |
| 166         | 9月号       | サイドにスネア特集 | |
| 167         | 10月号      | アール・パーマー ジョセフ“ジガブー”モデリステ                                                                                     | |
| 168         | 11月号      | トラヴィス・バーカー - ブリンク 182のDr.                                                                                          | |
| 169         | 12月号      | 神保彰 | |
| 170         | 2005年1月号 | 村上“ポンタ”秀一 | |
| 171         | 2月号       | 樋口宗孝 | |
| 172         | 3月号       | トミー・リー | トミー・リーのドラマー復帰特集                                                                                |
| 173         | 4月号       | 茂木欣一 | |
| 174         | 5月号       | ジェフ・ポーカロ | |
| 175         | 6月号       | 神保彰 則竹裕之 | |
| 176         | 7月号       | スティーヴ・ジョーダン | |
| 177         | 8月号       | 中村達也 | |
| 178         | 9月号       | ジョニー吉長 | |
| 179         | 10月号      | 芳垣安洋（ROVOのドラマー） | |
| 180         | 11月号      | 松田弘 | |
| 181         | 12月号      | ジンジャー・ベイカー | |
| 182         | 2006年1月号 | マヌ・カチェ | ロックドラムを創造した、敏腕、豪腕、天才ドラマーたち                                                          |
| 183         | 2月号       | Vintage Drum ReView | Vintage Drum ReView（表紙特集）                                                                               |
| 184         | 3月号       | ブライアン・ブレイド | Vintage Drum ReView（連載開始）                                                                               |
| 185         | 4月号       | チャーリー・ワッツ | ドラマー立志風雲録 テオ・リマ                                                                                 |
| 186         | 5月号       | キース・カーロック | 歴代名器が語るパール60年                                                                                      |
| 187         | 6月号       | チャド・スミス | 注目ドラマーのフォームを写真付き解説                                                                          |
| 188         | 7月号       | 大儀見元 | メタル・スネア・ドラム再考                                                                                    |
| 189         | 8月号       | 沼澤尚 | スネア・サウンド                                                                                              |
| 190         | 9月号       | 村上“ポンタ”秀一 | 打楽器奏者50人に学ぶスティックとグリップの関係                                                                |
| 191         | 10月号      | スタントン・ムーア - ギャラクティックのDr.                                                                                        | 音作り |
| 192         | 11月号      | ラーズ・ウルリッヒ ジョーイ・ジョーディソン - スリップノットのDr. スコット・トラヴィス クリス・アドラー - ラム・オブ・ゴッドのDr. | 最強HEAVY METAL DRUMMING                                                                                      |
| 193         | 12月号      | スティーヴ・ジョーダン ウィリー・ウィークス                                                                                       | 気になるドラマーたちが見たDVD                                                                                 |
| 194         | 2007年1月号 | ザック・スターキー | 第9回誌上ドラムコンテスト結果発表                                                                             |
| 195         | 2月号       | 古田たかし×佐野元春 沼澤尚×Leyona＋山本タカシ 村上“ポンタ”秀一×未唯mie スティーヴ・ジョーダン×ミーガン・ヴォス                    | 歌とドラム |
| 196         | 3月号       | 樋口宗孝 | HARD&HEAVYドラム                                                                                              |
| 197         | 4月号       | スチュワート・コープランド | リニア・ドラミング                                                                                            |
| 198         | 5月号       | 佐野康夫 | セッションドラマーの心得                                                                                      |
| 199         | 6月号       | ジェームス・ブラウン | バスドラムの2つ打ち                                                                                           |
| 200         | 7月号       | 200号記念 | 200人のドラマーによる、パフォーマンス、自薦ベストCDとそのルーツとなるCD、愛器、名言集 ドラム語事典            |
| 201         | 8月号       | ジョシュ・フリーズ | チャド・スミスの来日クリニックレポートとインタビュー                                                          |
| 202         | 9月号       | 東原力哉 | ドラムあれこれ各カテゴリの頂点となる人物紹介                                                                  |
| 203         | 10月号      | クハラカズユキ | ドラム対談 つのだ☆ひろ×マイク・マンジーニ                                                                     |
| 204         | 11月号      | 大儀見元 ASA-CHANG（ASA-CHANG&巡礼）                                                                                              | 追悼特集 マックス・ローチと富樫雅彦                                                                           |
| 205         | 12月号      | ジョン・ボーナム | ドラマーのためのシューズ選び                                                                                  |
| 206         | 2008年1月号 | テリー・ボジオ | 第10回誌上ドラムコンテスト 最終審査結果発表                                                                   |
| 207         | 2月号       | カレン・カーペンター | 伝説の歌姫カレン・カーペンターをドラマーとして紹介（2号連続特集）                                             |
| 208         | 3月号       | バーナード・パーディ | |
| 209         | 4月号       | 茂木欣一 | スネアスタンド特集、ドラマー10名のこだわりスタンド                                                            |
| 210         | 5月号       | ジョシュ・フリーズ 吉井和哉 | ちょい技特集                                                                                                  |
| 211         | 6月号       | YOSHIKI | 定番スティック106種                                                                                           |
| 212         | 7月号       | ビル・ブラッフォード | |
| 213         | 8月号       | 村上“ポンタ”秀一 | 星野楽器創立100周年記念                                                                                       |
| 214         | 9月号       | スティーヴ・ガッド | |
| 215         | 10月号      | キース・ムーン | スプラッシュシンバル特集                                                                                      |
| 216         | 11月号      | ラーズ・ウルリッヒ | ツインペダル特集                                                                                              |
| 217         | 12月号      | ジョーイ・ジョーディソン - スリップノットのDr.                                                                                    | 追悼特集 アール・パーマー                                                                                     |
| 218         | 2009年1月号 | ビリー・コブハム テリー・ボジオ                                                                                                   | シンバルカスタマイズ入門                                                                                      |
| 219         | 2月号       | シンディ・ブラックマン テリ・リン・キャリントン (dr+vo)×エスペランサ (b+vo)                                                       | 女性ドラマー特集（複数の女性ドラマーへのインタビュー） 追悼特集 ミッチ・ミッチェル                            |
| 220         | 3月号       | 樋口宗孝 | 追悼大特集 樋口宗孝 川口千里紹介                                                                              |
| 221         | 4月号       | スタントン・ムーア - ギャラクティックのDr. テリー・ボジオ 神保彰                                                                  | 第1回リズム＆ドラム・マガジン・フェスティバル                                                                 |
| 222         | 5月号       | アミール“クエストラヴ”トンプソン - ザ・ルーツのDr.                                                                                | アーティスト特集（クエストラブ、ジェームス・ギャドソン、ラリー・マレン・ジュニア） ハイハットの"チ"にこだわる |
| 223         | 6月号       | スティーブ・ガッド | 2009年版フット・ペダル踏み比べ                                                                                |
| 224         | 7月号       | 芳垣安洋×岡部洋一（ROVOのドラマーとパーカッショニスト）                                                                           | 第11回誌上ドラム・コンテスト                                                                                  |
| 225         | 8月号       | ASA-CHANG & U-zhaan（ASA-CHANG&巡礼のパーカッショニストとタブラ奏者）                                                             | 片手ロール完璧マスター講座                                                                                    |
| 226         | 9月号       | 猪俣猛 | アーティスト特集（猪俣猛、玉田豊夢、パット・トーピー、大儀見元×SAYAKA）                                       |
| 227         | 10月号      | つのだ☆ひろ | ヒット曲を叩く * Don't say "lazy" * Ghost In The Rain * 爪爪爪 * 紫の炎                                       |
| 228         | 11月号      | 沼澤尚 | 特別対談 沼澤尚×ムッシュかまやつ                                                                              |
| 229         | 12月号      | ヴィンテージ・ドラム、使ってなんぼ!                                                                                               | 100th Anniversary the Ludwig Drums                                                                            |
| 230         | 2010年1月号 | ダニエル・アーランドソン | |
| 231         | 2月号       | デイヴ・グロール | 2大アーティスト特集（デイヴ・グロール、柏倉隆史）                                                             |
| 232         | 3月号       | 神保彰 | 世界最大!楽器の祭典 the NAMM show 2010                                                                        |
| 233         | 4月号       | スタントン・ムーア | アーティスト特集（スタントン・ムーア、ジョーイ・ワロンカー）                                                  |
| 234         | 5月号       | 神宮司治 | |
| 235         | 6月号       | かみじょうちひろ | |
| 236         | 7月号       | 金子ノブアキ | |
| 237         | 8月号       | マイク・マンジーニ マルコ・ミネマン                                                                                               | |
| 238         | 9月号       | スティーヴ・ガッド | |
| 239         | 10月号      | ピエール中野 | |
| 240         | 11月号      | 中村達也 | |
| 241         | 12月号      | ジョン・ボーナム | |
| 242         | 2011年1月号 | スティーヴ・ジョーダン | |
| 243         | 2月号       | パット・トーピー | |
| 244         | 3月号       | ブライアン・ブレイド | |
| 245         | 4月号       | 真矢 | |
| 246         | 5月号       | トラヴィス・バーカー | |
| 247         | 6月号       | 古田たかし | |
| 248         | 7月号       | 柏倉隆史 | |
| 249         | 8月号       | 坂東慧 | |
| 250         | 9月号       | Shinya | |
| 251         | 10月号      | 淳士 | |
| 252         | 11月号      | ピエール中野 | |
| 253         | 12月号      | SATOKO（FUZZY CONTROL） | |
| 254         | 2012年1月号 | 坂田学 大喜多崇規 スティーヴ・ガッド                                                                                              | |
| 255         | 2月号       | 柏倉隆史×玉田豊夢 | |
| 256         | 3月号       | ブライアン・ブレイド | |
| 257         | 4月号       | yukihiro | |
| 258         | 5月号       | テリー・ボジオ | |
| 259         | 6月号       | マイク・ポートノイ | |
| 260         | 7月号       | 河村“カースケ”智康 | |
| 261         | 8月号       | 芳垣安洋 | |
| 262         | 9月号       | ジョジョ・メイヤー | |
| 263         | 10月号      | ピエール中野×かみじょうちひろ | |
| 264         | 11月号      | 中村達也＆斉藤和義 | |
| 265         | 12月号      | リズム・アンド・ドラム・マガジン・フェスティバル2012 出演アーティスト特集                                                         | |
| 266         | 2013年1月号 | ジェームス・ギャドソン＆沼澤尚 | |
| 267         | 2月号       | スティーヴ・ガッド×神保彰 | |
| 268         | 3月号       | ドミニク・ハワード | |
| 269         | 4月号       | コージー・パウエル | |
| 270         | 5月号       | ピエール中野 | |
| 271         | 6月号       | チャーリー・ワッツ | |
| 272         | 7月号       | かみじょうちひろ | |
| 273         | 8月号       | 高橋幸宏 | |
| 274         | 9月号       | シシド・カフカ、RINA［SCANDAL］、Yuumi［FLiP］                                                                                    | |
| 275         | 10月号      | シェーン・ガラス | |
| 276         | 11月号      | チャド・スミス | |
| 277         | 12月号      | デイヴ・ウェックル | |
| 278         | 2014年1月号 | 真矢 | |
| 279         | 2月号       | yukihiro | |
| 280         | 3月号       | 青山純 | 追悼特集 |
| 281         | 4月号       | 玉田豊夢 | |
| 282         | 5月号       | 柏倉隆史 | |
| 283         | 6月号       | クハラカズユキ×チバユウスケ | |
| 284         | 7月号       | 9mm Parabellum Bullet | |
| 285         | 8月号       | 真太郎［UVERworld］ | |
| 286         | 9月号       | ジム・ケルトナー ピエール中野 山口大吾［People In The Box］ トーマス・ラング×かみじょうちひろ 茂木欣一×伊地知潔                   | |
| 287         | 10月号      | 一瀬正和×柏倉隆史 菅沼孝三×SATOKO、mabanua                                                                                        | |
| 288         | 11月号      | 金子ノブアキ ［RIZE］ | |
| 289         | 12月号      | TOSHI NAGAI with TAKURO［GLAY］                                                                                                   | |
| 290         | 2015年1月号 | 河村"カースケ"智康＆亀田誠治 | |
| 291         | 2月号       | 神保彰 | |
| 292         | 3月号       | Tomoya［ONE OK ROCK］ | |
| 293         | 4月号       | 中村達也 | |
| 294         | 5月号       | 林立夫、村石雅行、玉田豊夢 | |
| 295         | 6月号       | yukihiro | |
| 296         | 7/8月号     | 真矢×淳士 | |
| 297         | 9月号       | スティーヴ・ガッド | |
| 298         | 10月号      | 小田原豊［REBECCA］ | |
| 299         | 11月号      | Tatsuya Amano［Crossfaith］ | |
| 300         | 12月号      | 300号記念 | |
| 301         | 2016年1月号 | Bunta ［TOTALFAT］ | |
| 302         | 2月号       | YOSHIKIの"クリスタル・ドラム" | |
| 303         | 3月号       | ほな・いこか | |
| 304         | 4月号       | マーク・ジュリアナ | |
| 305         | 5月号       | RINA［SCANDAL］ | |
| 306         | 6月号       | シシド・カフカ | |
| 307         | 7月号       | 1966年のリンゴ・スター | |
| 308         | 8月号       | 蹴鞠Chang（玉田豊夢）× レキシ（池田貴史）                                                                                         | |
| 309         | 9月号       | チャド・スミス | |
| 310         | 10月号      | スティーヴ・ガッド＆神保彰 | |
| 311         | 11月号      | Tatsuya Amano［Crossfaith］ | |
| 312         | 12月号      | ベニー・グレブ | |
| 313         | 2017年1月号 | 庄村聡泰［［Alexandros］］ | |
| 314         | 2月号       | BOBO | |
| 315         | 3月号       | 創刊35周年記念特集 | 時代を彩るドラム・セット35                                                                                    |
| 316         | 4月号       | OK［Suchmos］ | |
| 317         | 5月号       | FUYU［RED DIAMOND DOGS］ | |
| 318         | 6月号       | ネット時代を生き抜くためのサバイバル／セルフ・プロデュース術を伝授！ ドラムで成りあがる！                                         | |
| 319         | 7月号       | ほな・いこか | |
| 320         | 8月号       | 創刊35周年記念特集 | the FOOT WORK                                                                                                 |
| 321         | 9月号       | スティーヴ・ガッド×河村"カースケ"智康                                                                                             | |
| 322         | 10月号      | 真太郎［UVERworld］ | |
| 323         | 11月号      | バディ・リッチ | |
| 324         | 12月号      | Tatsuya Amano［Crossfaith］ | |
| 325         | 2018年1月号 | 恒岡章 ［Hi-STANDARD］ | |
| 326         | 2月号       | クリス・デイヴ | |
| 327         | 3月号       | スネア特集 | |
| 328         | 4月号       | 鈴木貴雄 ［UNISON SQUARE GARDEN］                                                                                                 | |
| 329         | 5月号       | ヤガミトール［BUCK-TICK］ | |
| 330         | 6月号       | パット・トーピー | 追悼特集 |
| 331         | 7月号       | セッティング特集 | |
| 332         | 8月号       | ブライアン・ブレイド | |

## 関連書籍
- 『リズム&ドラム・マガジン直伝技 - ドラミングのあらゆる悩みを解消!』リットー・ミュージック、2001年。ISBN 978-4845607235。
- 『リズム&ドラム・マガジン直伝巧 - 読譜法から超ハイ・テクニックまで完全網羅』リットー・ミュージック、2003年。ISBN 978-4845609147。
- 『リズム&ドラム・マガジン直伝響 - これぞ究極!ハードウェアの知識を完全網羅!』リットー・ミュージック、2005年。ISBN 978-4845611744。
- 『ドラマー立志風雲録』リットー・ミュージック、2007年。ISBN 978-4845614196。 - 本誌のコーナー「ドラマー立志風雲録」を書籍化したもの